# Rehrücken Baden-Baden
El Rehrücken Baden-Baden es un plato muy tradicional de la comarca de Baden-Baden, Alemania (sobre todo en la Selva Negra). Consiste en carne del lomo del corzo (Rehrücken) lardeada con rebanadas de speck y envuelta en nata agria, todo ello cocinado al horno. Es muy conocida la carne por ser 'cocida' al horno con el simple vapor de unas peras partidas por la mitad, mientras que el interior se rellena con mermelada de grosellas. Se suele servir como acompañamiento del plato de forma tradicional: Spätzle (pasta típica en el sur de Alemania) y/o patata asada al horno.